# Медиу-Жагуариби (микрорегион)

Медиу-Жагуариби на карте.

Медиу-Жагуариби (порт. Microrregião do Médio Jaguaribe) — микрорегион в Бразилии, входит в штат Сеара. Составная часть мезорегиона Жагуариби. Население составляет 62 671 человек (на 2010 год). Площадь — 4 304,945 км². Плотность населения — 14,56 чел./км².

## Демография
Согласно сведениям, собранным в ходе переписи 2010 г. Национальным институтом географии и статистики (IBGE), население микрорегиона составляет:
| Полное население                             | Полное население                             | Полное население                             | Полное население                             | 62 671 |
| -------------------------------------------- | -------------------------------------------- | -------------------------------------------- | -------------------------------------------- | ------ |
| в том числе:                                 | Городское население                          | 38 949                                       | Процент городского населения, %              | 62,15  |
|                                              | Сельское население                           | 23 722                                       | Процент сельского населения, %               | 37,85  |
|                                              | Мужское население                            | 31 177                                       | Процент мужского населения, %                | 49,75  |
|                                              | Женское население                            | 31 494                                       | Процент женского населения, %                | 50,25  |
| Плотность населения, чел/км²                 | Плотность населения, чел/км²                 | Плотность населения, чел/км²                 | Плотность населения, чел/км²                 | 14,56  |
| Население микрорегиона в % к населению штата | Население микрорегиона в % к населению штата | Население микрорегиона в % к населению штата | Население микрорегиона в % к населению штата | 0,74   |

## Статистика
- Валовой внутренний продукт на 2003 составляет 161 021 615,00 реалов (данные: Бразильский институт географии и статистики).
- Валовой внутренний продукт на душу населения на 2003 составляет 2543,29 реалов (данные: Бразильский институт географии и статистики).
- Индекс развития человеческого потенциала на 2000 составляет 0,662 (данные: Программа развития ООН).

## Состав микрорегиона
В составе микрорегиона включены следующие муниципалитеты:
1. Жагуаретама
2. Жагуарибара
3. Жагуариби